# Heteralonia maculiventris
Heteralonia maculiventris är en tvåvingeart som först beskrevs av Enrico Adelelmo Brunetti 1920.  Heteralonia maculiventris ingår i släktet Heteralonia och familjen svävflugor. Inga underarter finns listade i Catalogue of Life.